# 黑特萬德峰
47°18′50″N 10°43′58″E / 47.31389°N 10.73278°E

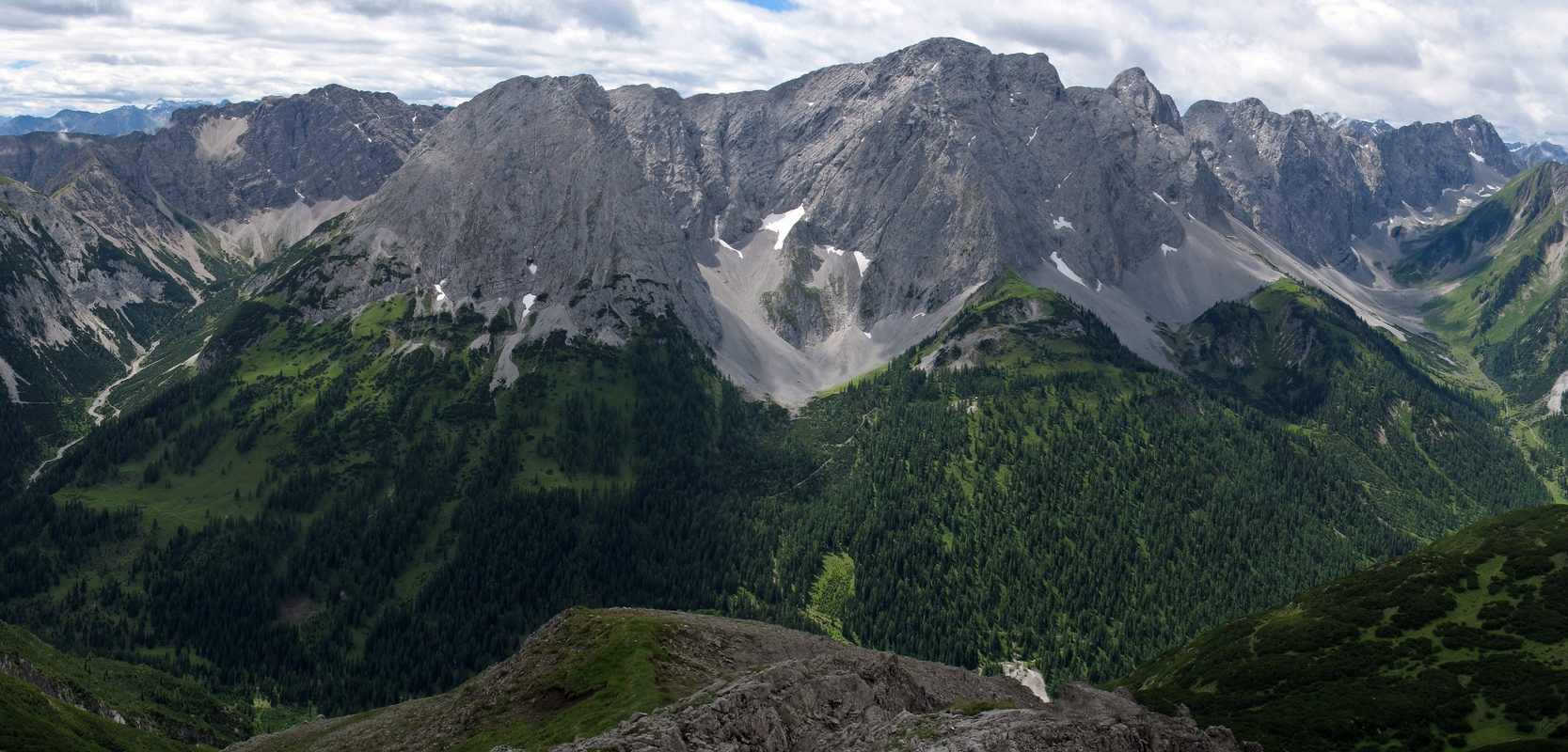

黑特萬德峰（德語：Heiterwand），是奧地利的山峰，位於該國西部，由蒂羅爾州負責管轄，屬於萊希塔爾阿爾卑斯山脈的一部分，海拔高度2,639米，每年平均降雨量1,698毫米，人類在1890年首次登頂。